# Manjusha
Manjusha o Mandasa fou un estat tributari protegit del tipus zamindari, al districte de Ganjam a la presidència de Madras, avui dia a Andhra Pradesh. El 1936 fou traslladat al districte de Vizagapatam quan es va formar Orissa i posterior a la independència va quedar integrat al districte de Srikakulam, sempre a Andhra Pradesh. La superfície era de 1.554 km². Limitava a l'est amb la badia de Bengala, al sud amb els zamindaris de Tarla i Parla Khemedi, a l'oest amb les muntanyes Mahendra Giri i al nord amb els zamindaris Jalantara i Budharsingi. El creuaven els rius Sunnamuddi i Mahendra Tanaya. La notable biblioteca de Manjusha que té més de 120 anys, fou la personal del rajà Jaganath Rajamni Raj Deo I i és la biblioteca de llibres en oriya més antiga del món.

## Història
El primer raja de Manjusha (aleshores coneguda per Mandasa) dou Raja Panchanan Vaman Singh Deo, un rajput chandrabanshi que governava el territori de Panchala al Panjab, que es va establir a la zona el 1206 i va cedir el seu principat a un oncle. La llegenda diu que va tenir un somni que un senyal li diria on establir el seu regne i un dia estant a la vora del riu li va caure un anell d'or en aquest, i allí va fer construir Mandasa o Manjusha. El riu és conegut com a Sina Muddi (Anell d'Or). Al final del segle XVIII el sobirà Lakhsma Rajmani tenia guerres amb diversos veïns i la disputa fronterera ancestral amb l'estat de Budharsingi continuava; el maig de 1790 el raja de Budharsingi va atacar i cremar 16 pobles de Manjusha, i el raja d'aquest va atacar al seu enemic l'agost de 1790; el sobirà de Budharsingi va quedar malferit en la lluita i va fugir a les muntanyes Mahendra i no va poder tornar fins passats tres anys. Sreenivasa Rajmani, que va pujar al tron el 1823, fou un rei benevolent i religiós autor de nombroses construccions com temples i obres públiques. Va afavorir els erudits i músics i va patrocinar les traduccions de llibres al oriya; fou a més a més un poeta. El seu fill i successor Jagannath Rajmani Deo I fou cavaller de l'orde de l'imperi de l'Índia l'1 de gener de 1877 (el primer oriya que va rebre aquest honor), va construir alguns temples i va fundar la famosa biblioteca de Manjusha; fou patró de l'astrònom Pathani Samanta. A la seva mort el 1890 el va succeir el seu fill. El darrer raja Jagannat Rajmani Deo II era adoptat i era el fill gran del Raja Sudarshan Singh Deo de Tigiria; va ser sobirà primer sota regència de la seva mare adoptiva la rani Ratnamala Devi fins a la seva mort el 1934 i després sota la cort de wards fins al 1939 en què fou declarat major d'edat. Els zamindaris foren abolits el 1953 i les seves terres van passar a l'estat el 1954.

## Llista de rages[1]
- Raja panchanan vaman singh deo 1208-1227
- raja madhusudan singh deo 1227-1238
- raja gopinath singh deo 1238-1253
- raja niranjan singh deo 1253-1265
- raja yogendranath singh deo 1265-1276
- raja mahimad singh deo 1276-1286
- raja nilambar singh deo 1286-1294
- raja sadashiv singh deo 1294-1302
- raja nilakanth singh deo 1302-1317
- raja mukund singh deo 1317-1334
- raja amar singh deo 1334-1355
- raja narasingh singh deo 1355-1360
- raja mrutanjay singh deo 1360-1375
- raja gaur chandra singh deo 1375-1389
- raja anang singh deo 1389-1401
- raja vijay singh deo 1401-1404
- raja parashuram singh deo i 1404-1421
- raja janardan singh deo 1421-1430
- raja vishambar singh deo 1430-1457
- raja gopal singh deo 1457-1476
- raja govind singh deo 1476-1490
- raja hari singh deo 1490-1505
- raja shiv singh deo 1505-1511
- raja venkatesh singh deo 1511-1515
- raja kurma singh deo 1515-1542
- raja shriram singh deo 1542-1565
- raja mahakal singh deo 1565-1596
- raja ramchandra singh deo 1596-1609
- raja shridar singh deo 1609-1611
- raja parashuram singh deo ii 1611-1620
- raja vanmali singh deo 1620-1625
- raja krishna chandra singh deo 1625-1636
- raja mukund singh deo 1636-1646
- raja govind singh deo 1646-1662
- raja jai singh deo 1662-1673
- raja pitamber singh deo 1673-1676
- raja venkateshwar singh deo 1676-1683
- raja bandi singh deo 1683-1696
- raja raghuram champati deo 1696-1710
- raja damodar champati deo 1710-1725
- raja ganagadhar rajmani deo 1725-1735 (fill)
- raja ramchandra rajmani deo 1735-1744
- raja harihar rajmani raj deo 1744-1761
- raja harisharan rajmani raj deo 1761-1779
- raja lakshman rajmani raj deo 1779-1823
- raja sreenivasa rajamni raj deo i 1823-1860
- raja jagannath rajmani raj deo i 1860-1890
- raja meherban-i-dostan vasudev rajmani raj deo 1890-1914
- raja sreenivasa rajamani raj Deo II 1914-1930
- Raja Meherban-i-Dostan JAGANNATH RAJMANI RAJ Deo II (adoptat) 1930-1954 (+1976)
  - Rani Ratnamala Devi, Regent 1930-1934
  - Administració de la cort de wards 1934-1939